# Titus Numicius Priscus
Titus Numicius Priscus est un homme politique romain du Ve siècle av. J.-C., consul en 469 av. J.-C.

## Famille
Il est le seul membre de la gens plébéienne des Numicii à atteindre le consulat. Diodore de Sicile donne le nomen Minucius au lieu de Numicius,.

## Biographie
En 469 av. J.-C., il est élu consul avec Aulus Verginius Tricostus Caeliomontanus,. Dès le début de leur mandat, ils doivent mener des campagnes séparées contre les Èques et les Volsques qui ont incendié des fermes proches de Rome. Numicius marche vers Antium, principale cité volsque, détruit les installations du port de Caenon et rapporte du bétail, des esclaves et des marchandises comme butin. Il rejoint ensuite son collègue Tricostus pour piller le pays sabin en représailles d'un raid en territoire romain,.

### Auteurs antiques
- Tite-Live, Histoire romaine, Livre II, 64 sur le site de l'Université de Louvain
- Diodore de Sicile, Histoire universelle, Livre XI, 26 sur le site de Philippe Remacle
- (en) Denys d'Halicarnasse, Antiquités romaines, Livre IX, 50-71 sur le site LacusCurtius

### Auteurs modernes
- (en) T. Robert S. Broughton, The Magistrates of the Roman Republic : Volume I, 509 B.C. - 100 B.C., New York, The American Philological Association, coll. « Philological Monographs, number XV, volume I », 1951, 578 p.
- (en) Tymon C. A. De Haas, Fields, Farms and Colonists : Intensive Field Survey and Early Roman Colonization in the Pontine Region, Central Italy, Barkhuis, 2011